# Berlin Friedrichstraße
Berlin Friedrichstraße je průjezdní nádraží v Berlíně; do provozu bylo uvedeno roku 1882 a dodnes funguje.
Původní stavba z roku 1882 podle plánů architekta Johannese Vollmera brzo přestala dostačovat nárokům a byla roku 1914 stržena; na jejím místě projektoval architekt Carl Theodor Brodführer nové nádraží, které bylo uvedeno do provozu roku 1925 a slouží dodnes. Nádraží bylo původně určeno i dálkové dopravě, dnes zde hraje roli pouze regionální doprava, hlavní využití je pro metro a městskou dráhu S-Bahn.
Během rozdělení Berlína se zde nacházel jediný hraniční přechod mezi východem a západem přímo uprostřed Východního Berlína, snadno dosažitelný západoberlínskými linkami metra a S-Bahnu.